# Лыжные очки

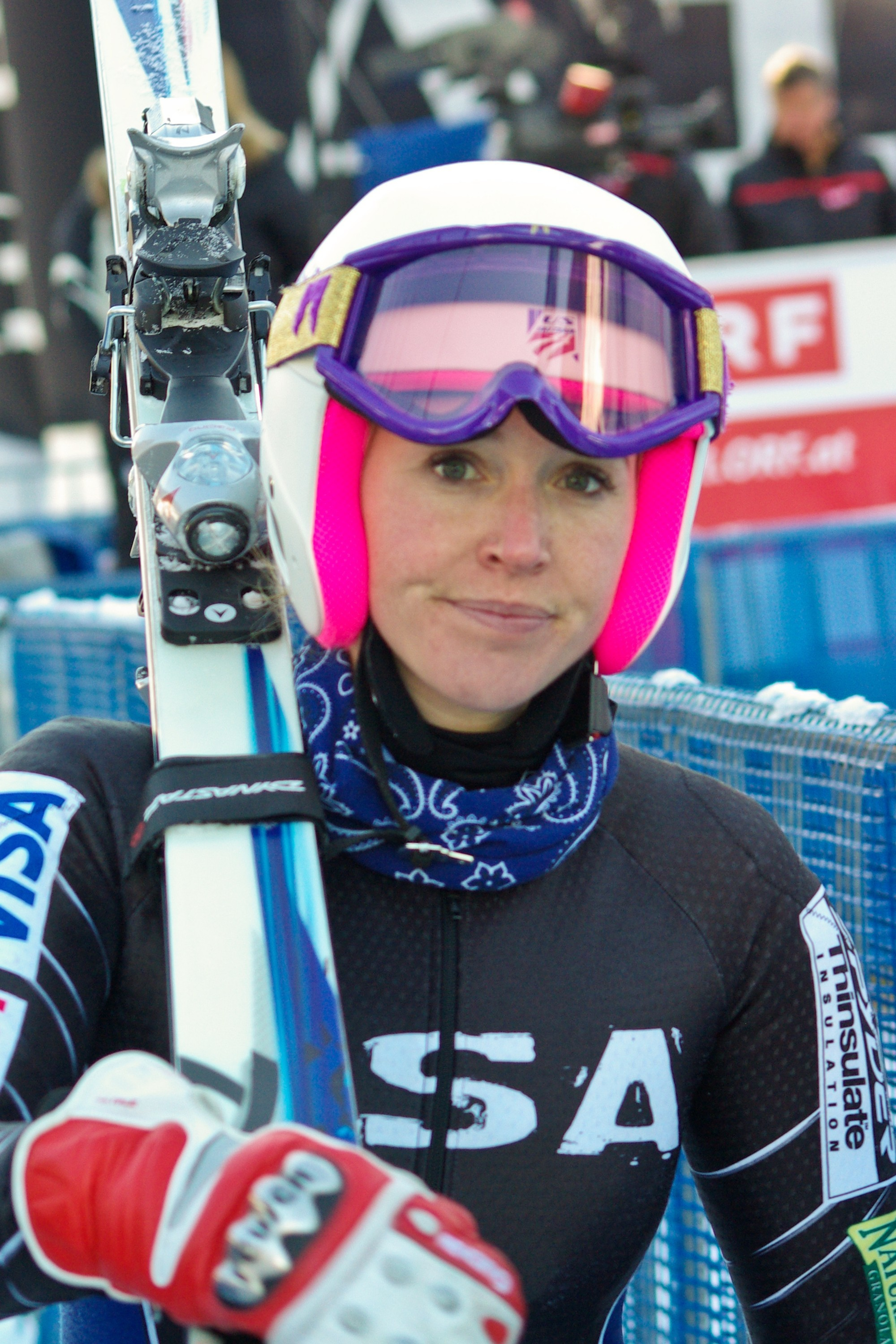
Очки на шлеме

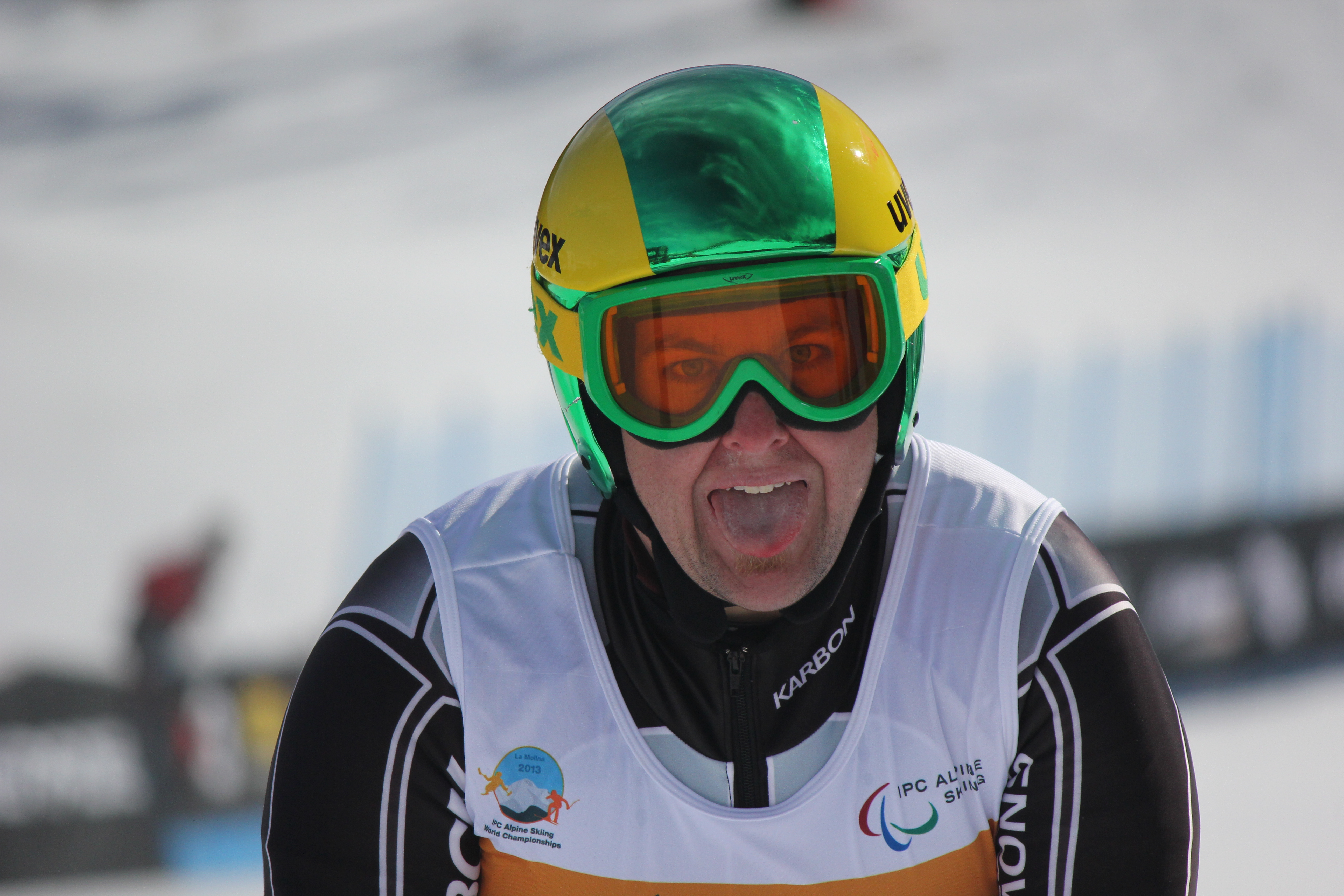
Очки надеты на глаза во время соревнований

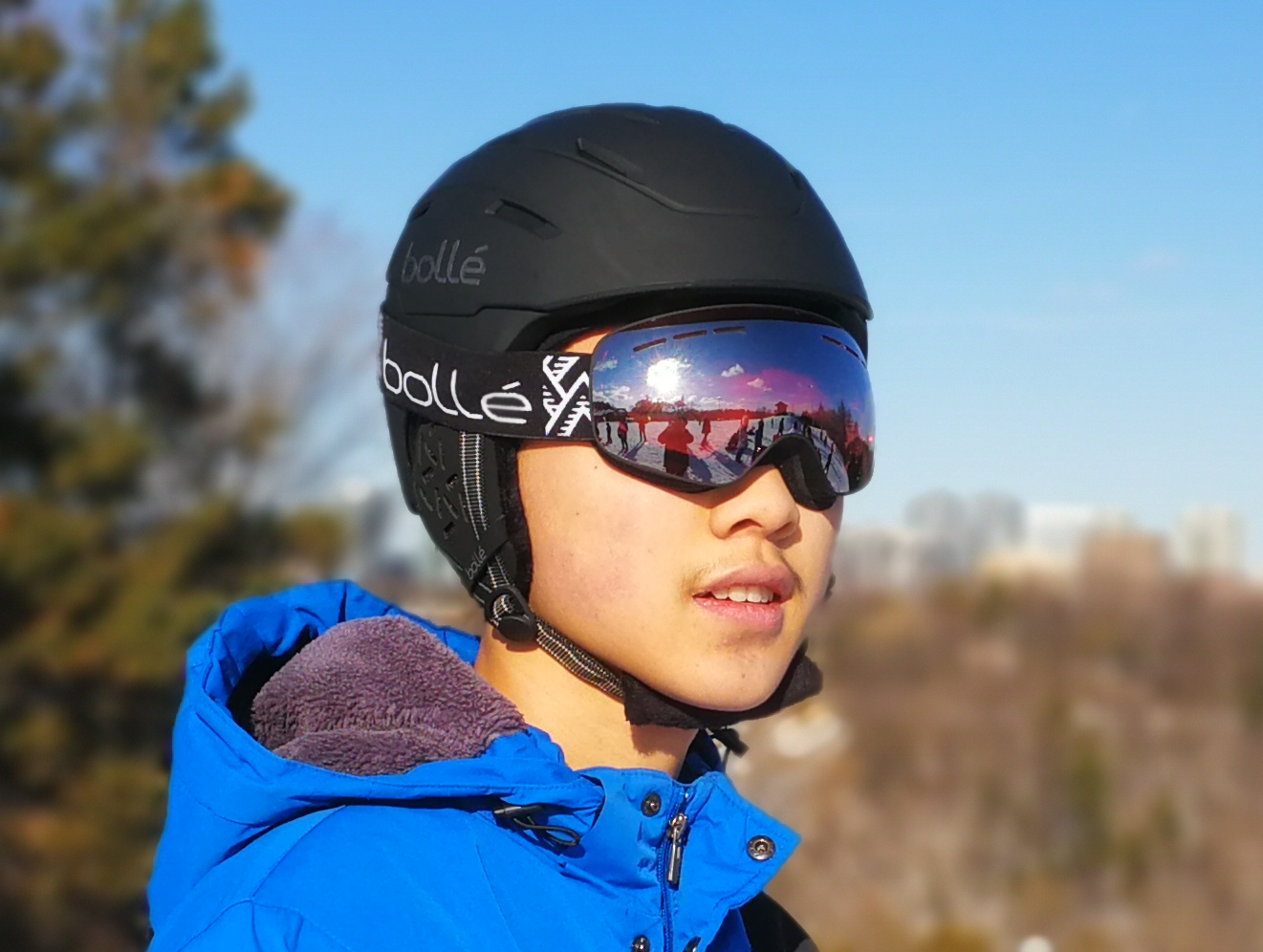
Лыжник-любитель в лыжных очках для защиты глаз от солнца.

Лыжные очки — специализированные очки, предназначенные для использования во время катания на лыжах. Они являются важной частью экипировки лыжника, обеспечивая защиту глаз от ветра, снега, солнечного света и других неблагоприятных погодных условий, а также повышая комфорт и безопасность во время спусков.

### Основные характеристики
- Защитные свойства: Лыжные очки обычно имеют усиленные линзы, которые защищают глаза от ультрафиолетового излучения, бликов, снега и ветра.
- Оптические характеристики: Лыжные очки обеспечивают ясное и четкое видение, что особенно важно при спуске с горы на высоких скоростях.
- Вентиляция: Многие модели лыжных очков оснащены системами вентиляции, которые помогают предотвратить запотевание линз при активном движении.

## Линзы
Линзы для лыжных очков делаются из мягкого пластика. Лыжные очки поставляются с линзами различных оттенков, типов. Некоторые модели имеют покрытие, предотвращающее образование запотевание..
Важный показатель — количество видимого излучения (VLT — Visible Light Transmission), пропускаемого горнолыжной линзой. Оно выражается в процентах: 0% — излучение не проходит совсем, 100% пропускается полностью. 
- От 80 до 100% VLT: категория 0 (сильная облачность и прожекторы, а также когда начинает смеркаться)
- От 43 до 80% VLT: категория 1 (изменяющиеся коэффициенты)
- От 18 до 43% VLT: Категория 2 (частично пасмурные и солнечные дни)
- От 8 до 18% VLT: категория 3 (преимущественно солнечные)
- От 3 до 8% VLT: категория 4 (солнечный свет)

## Хранение
Лыжные очки хранятся в мягких пакетах, чтобы линзы не поцарапались.

## Примечание
1. ↑  Ariane Archambault. The Visual Dictionary of Sports & Games - Sports & Games. — Québec Amerique, 2012. — 175 с. — ISBN 978-2-7644-0883-4. Архивировано 15 мая 2024 года.
2. ↑  Ski. — January 1977. — P. 107. — ISBN ISSN 0037-6159.